# Kättinge missionshus
Kättinge missionshus är en kyrkobyggnad i Kättinge. Kyrkan tillhörde Häradshammars missionsförsamling som var ansluten till Svenska Missionsförbundet.

## Historik
Huset byggdes i början på 1900-talet av Kättinge skytteförening. 1959 köptes huset av Häradshammars missionsförsamling. Den sista gudstjänsten i missionshuset var i september 2009. Huset såldes 2010.

## Instrument
I kyrkan finns ett harmonium och piano.